# Perametsa (Pala)
Perametsa – wieś w Estonii, w prowincji Jõgeva, w gminie Pala.